# Stadio Gastone Brilli Peri
Lo stadio Gastone Brilli Peri è un impianto sportivo del comune italiano di Montevarchi, in provincia di Arezzo. 
Costruito nel 1957, ospita le partite di calcio della squadra locale, l'Aquila 1902 Montevarchi.
E' intitolato alla memoria di Gastone Brilli-Peri, ciclista e pilota motoristico fiorentino, la cui famiglia era strettamente legata a Montevarchi.
La struttura presenta una pianta ellittica e vocazione d'uso polisportiva: attorno al terreno di gioco in erba si sviluppa la pista di atletica leggera. Gli spalti sono suddivisi in quattro settori: la tribuna centrale (parzialmente coperta), la gradinata (rimasta lungamente inagibile tra gli anni 1990 e gli anni 2020), la curva sud "Vasco Farolfi" (intitolata allo storico presidente dell'Aquila Montevarchi, morto nel 1996, ospita i collettivi organizzati al seguito della squadra locale) e la curva nord (settore ospiti). Le gradinate non chiudono però completamente il perimetro della struttura, poiché le curve sono solo un terzo di emiciclo.
A seguito del completamento dei lotti di lavori attuati tra il 2021 e il 2022 per consentire allo stadio di ottemperare ai requisiti di Serie C, la capienza (che un tempo superava i 7000 posti) è stata fissata a 2000 unità, poi ulteriormente aumentate a circa 3200 previo ripristino della gradinata. Di riflesso, nella prima parte della stagione 2021-2022 l'Aquila Montevarchi ha giocato le gare interne allo stadio Ettore Mannucci di Pontedera.
Nella stagione 2022-2023 il San Donato Tavarnelle, club neopromosso in Serie C e sprovvisto di terreno omologato, adotta transitoriamente il "Brilli Peri" come proprio campo casalingo.